# Oliveri
Oliveri é uma comuna italiana da região da Sicília, província de Messina, com cerca de 2.071 habitantes. Estende-se por uma área de 10 km², tendo uma densidade populacional de 207 hab/km². Faz fronteira com Falcone, Montalbano Elicona, Patti.

## Demografia
| Variação demográfica do município entre 1861 e 2011                               |
|                                                                                   |
| Fonte: Istituto Nazionale di Statistica (ISTAT) - Elaboração gráfica da Wikipedia |